# Аватар (телешоу)
«Авата́р» — оригинальное музыкальное телешоу от создателей шоу «Маска». На сцене проекта разные знаменитости выступают в образах аватаров, скрывающих их личность.
Ведущий проекта — шоумен Вячеслав Макаров, участник Сборной Камызякского края по КВН.

## Правила
Правила шоу во многом схожи с шоу «Маска». Знаменитости выступают перед жюри и зрителями в трёхмерных образах персонажей, которые скрывают их личность. Информация о выступающих строго засекречена, так как участники проекта подписали контракт о неразглашении и их надёжно охраняют не только на сцене, но и за кулисами. Настоящие голоса конкурсантов слышны только во время исполнения песен и когда они раскрыли истинные лица. В остальное время они говорят через искажённый фильтр голоса, делясь небольшими подсказками о своих настоящих личностях. Члены жюри вслух рассуждают о возможных участниках шоу.
В первом сезоне в каждом выпуске участвовали 9 знаменитостей: если в одном выпуске одни аватары покидали проект, то в следующем выпуске появлялись новые. Во втором сезоне правила шоу немного изменились: аватары будут разделены на три группы, и по итогам выступлений в финальной номинации в конце программы окажутся три цифровых героя — по одному из каждой группы. В финале членам жюри предстоит раскрыть тайну, кто скрывается под аватаром — у них три попытки угадать, кто скрывается под аватаром. Если судьи правильно назовут того, кто скрывается под первым цифровым номинантом, и за экраном окажется реальный участник, то два других номинанта продолжат участвовать в шоу. Если же жюри не распознаёт первый аватар, то у него есть шанс угадать, кто скрывается за вторым, а затем и третьим: таким образом, в каждой программе покинуть проект может только один участник. Если же ареопаг никого из тройки претендентов на вылет не угадает, то все три «цифры» проходят дальше.
В проекте участвуют знаменитости, скрывающиеся под аватаром своего героя. Во время выступления они находятся в специальной комнате, откуда получат возможность не только озвучивать своего аватара, но и передавать ему с помощью новых технологий свои движения и даже эмоции. Для анимации движения героя используется технология Motion capture.

## Сезоны
| Сезон | Премьера        | Финал           | 1 место                                      | 2 место                                      | 3 место                     | 4 место                        | 5 место                               | Ведущий          | Жюри        | Жюри              | Жюри           | Жюри            | Жюри              |
| Сезон | Премьера        | Финал           | 1 место                                      | 2 место                                      | 3 место                     | 4 место                        | 5 место                               | Ведущий          | 1           | 2                 | 3              | 4               | 5                 |
| ----- | --------------- | --------------- | -------------------------------------------- | -------------------------------------------- | --------------------------- | ------------------------------ | ------------------------------------- | ---------------- | ----------- | ----------------- | -------------- | --------------- | ----------------- |
| 1     | 3 сентября 2022 | 29 октября 2022 | Не было                                      | Не было                                      | Не было                     | Не было                        | Не было                               | Вячеслав Макаров | Марк Тишман | Аида Гарифуллина  | Сергей Лазарев | Ида Галич       | Тимур Батрутдинов |
| 2     | 5 ноября 2023   | 1 января 2024   | Регина Тодоренко (Лиса)                      | Арсений Бородин (Змей Горыныч)               | MONA (Аленушка)             | Кирилл Туриченко (Садко)       | Валерия Ланская (Василиса Прекрасная) | Вячеслав Макаров | Марк Тишман | Ирина Понаровская | Сергей Лазарев | Ида Галич       | Тимур Батрутдинов |
| 3     | 3 ноября 2024   | 29 декабря 2024 | IVAN (Страшила) Диана Анкудинова (Жар-Птица) | IVAN (Страшила) Диана Анкудинова (Жар-Птица) | Стас Костюшкин (Серый Волк) | Мария Зайцева (Медуза Горгона) | Зураб Матуа (Домовёнок)               | Вячеслав Макаров | Марк Тишман | Лера Кудрявцева   | Сергей Лазарев | Мари Краймбрери | Тимур Батрутдинов |

## Первый сезон
Первый сезон шоу стартовал 3 сентября 2022 года. Членами жюри стали Марк Тишман, Аида Гарифуллина, Сергей Лазарев, Ида Галич и Тимур Батрутдинов.
Начиная с шестого выпуска, Аида Гарифуллина покинула проект из-за плотного рабочего графика. Её место заняли новые члены жюри, которые менялись с каждым выпуском.

### Участники
| Персонаж         | Знаменитость        | Профессия          | Выпуски | Выпуски | Выпуски | Выпуски | Выпуски | Выпуски | Выпуски | Выпуски | Выпуски |
| Персонаж         | Знаменитость        | Профессия          | 1       | 2       | 3       | 4       | 5       | 6       | 7       | 8       | 9       |
| ---------------- | ------------------- | ------------------ | ------- | ------- | ------- | ------- | ------- | ------- | ------- | ------- | ------- |
| Снежная Королева | Анна Семенович      | певица, фигуристка |         |         |         |         |         |         |         |         |         |
| Мальвина         | Светлана Светикова  | певица, актриса    |         |         |         |         |         |         |         |         |         |
| Алиса            | Глюк’оZа            | певица             |         |         |         |         |         |         |         |         |         |
| Дюймовочка       | Ая                  | певица             |         |         |         |         |         |         |         |         |         |
| Буратино         | Хабиб               | певец              |         |         |         |         |         |         |         |         |         |
| Маугли           | Станислав Ярушин    | актёр              |         |         |         |         |         |         |         |         |         |
| Чиполлино        | Брендон Стоун       | певец              |         |         |         |         |         |         |         |         |         |
| Незнайка         | Ярослав Сумишевский | певец              |         |         |         |         |         |         |         |         |         |
| Джинн            | Богдан Титомир      | певец              |         |         |         |         |         |         |         |         |         |
| Леший            | Алексей Чумаков     | певец              |         |         |         |         |         |         |         |         |         |
| Мэри Поппинс     | Люся Чеботина       | певица             |         |         |         |         |         |         |         |         |         |
| Кощей            | Доминик Джокер      | певец              |         |         |         |         |         |         |         |         |         |
| Русалочка        | Елена Воробей       | юмористка          |         |         |         |         |         |         |         |         |         |
| Красная Шапочка  | Зара                | певица             |         |         |         |         |         |         |         |         |         |
| Белоснежка       | Маша Распутина      | певица             |         |         |         |         |         |         |         |         |         |
| Человек-амфибия  | Александр Шоуа      | певец              |         |         |         |         |         |         |         |         |         |
| Емеля            | Гарик Харламов      | юморист            |         |         |         |         |         |         |         |         |         |

 Остался в шоу
 Аватар попал в номинацию, но жюри не угадали аватара и продолжил своё участие
 Аватара угадали жюри, и он покинул шоу
 Дебют нового аватара
 Новый аватар попал в номинацию, но жюри не угадали аватара и продолжил своё участие
 Никто из жюри не угадал аватара в финале
 Аватара угадали жюри в финале
 Аватар не выступал в выпуске

### Первый выпуск
| № | Персонаж        | Песня                                                                                | Результат                 | Предположения жюри |
| - | --------------- | ------------------------------------------------------------------------------------ | ------------------------- | ------------------ |
| 1 | Белоснежка      | «Лесной олень» (Аида Ведищева)                                                       | Жюри не угадало участника | Алиса Мон          |
| 2 | Русалочка       | «Экспонат» (Ленинград)                                                               | Остался в шоу             | ―                  |
| 3 | Леший           | «Gangnam Style» (PSY)                                                                | Остался в шоу             | ―                  |
|   |                 |                                                                                      |                           |                    |
| 4 | Человек-амфибия | «Беловежская пуща» (Песняры)                                                         | Остался в шоу             | ―                  |
| 5 | Мэри Поппинс    | «Леди Совершенство» (Татьяна Воронина) / «Fighter» (Кристина Агилера)                | Остался в шоу             | ―                  |
| 6 | Емеля           | «Fly me to the moon» (Фрэнк Синатра)                                                 | Выбыл из шоу              | Гарик Харламов     |
|   |                 |                                                                                      |                           |                    |
| 7 | Дюймовочка      | «Алло» (Алла Пугачёва)                                                               | Жюри не угадало участника | Елена Воробей      |
| 8 | Джинн           | «Happy» (Фарелл Уильямс)                                                             | Остался в шоу             | ―                  |
| 9 | Красная Шапочка | «Il dolce suono» (Гаэтано Доницетти) / «Ария Дивы Плавалагуны» (OST «Пятый элемент») | Остался в шоу             | ―                  |

 Верное предположение жюри Неверное предположение жюри

### Второй выпуск
| № | Персонаж        | Песня                                            | Результат                 | Предположения жюри |
| - | --------------- | ------------------------------------------------ | ------------------------- | ------------------ |
| 1 | Леший           | «Отшумели летние дожди» (Шура)                   | Остался в шоу             | —                  |
| 2 | Человек-амфибия | «In the air tonight» (Фил Коллинз)               | Выбыл из шоу              | Александр Шоуа     |
| 3 | Белоснежка      | «Камушки» (Людмила Сенчина)                      | Остался в шоу             | —                  |
|   |                 |                                                  |                           |                    |
| 4 | Красная Шапочка | «Frozen» (Мадонна)                               | Жюри не угадало участника | Наталия Гулькина   |
| 5 | Джинн           | «Зурбаган» (Владимир Пресняков)                  | Остался в шоу             | —                  |
| 6 | Русалочка       | «Твои следы» (Муслим Магомаев)                   | Остался в шоу             | —                  |
|   |                 |                                                  |                           |                    |
| 7 | Дюймовочка      | «Salma ya salama» (Далида)                       | Жюри не угадало участника | Диана Анкудинова   |
| 8 | Мэри Поппинс    | «Кому? Зачем?» (Ирина Дубцова и Полина Гагарина) | Остался в шоу             | —                  |
| 9 | Незнайка        | «Send me an angel» (Scorpions)                   | Остался в шоу             | —                  |

 Верное предположение жюри Неверное предположение жюри Дебют нового аватара

### Третий выпуск
| № | Персонаж        | Песня                                                   | Результат                 | Предположения жюри |
| - | --------------- | ------------------------------------------------------- | ------------------------- | ------------------ |
| 1 | Незнайка        | «Дико тусим» (Даня Милохин и Николай Басков)            | Остался в шоу             | —                  |
| 2 | Русалочка       | «Летели недели» (Сливки)                                | Остался в шоу             | —                  |
| 3 | Леший           | «Lambada» (Kaoma)                                       | Жюри не угадало участника | Алексей Воробьёв   |
|   |                 |                                                         |                           |                    |
| 4 | Красная Шапочка | «Ягода малинка» (Хабиб-Рахман «Хабиб» Шарипов)          | Остался в шоу             | —                  |
| 5 | Джинн           | «That’s the way of the world» (Earth, Wind & Fire)      | Жюри не угадало участника | Emin               |
| 6 | Дюймовочка      | «Как не думать о тебе» (Леонид Агутин и Анжелика Варум) | Остался в шоу             | —                  |
|   |                 |                                                         |                           |                    |
| 7 | Белоснежка      | «А он мне нравится» (Анна Герман)                       | Выбыл из шоу              | Маша Распутина     |
| 8 | Мэри Поппинс    | «Hot Stuff» (Донна Саммер)                              | Остался в шоу             | —                  |
| 9 | Буратино        | «Широка река» (Надежда Кадышева)                        | Остался в шоу             | —                  |

 Верное предположение жюри Неверное предположение жюри Дебют нового аватара

### Четвёртый выпуск
| № | Персонаж        | Песня                                                  | Результат                 | Предположения жюри |
| - | --------------- | ------------------------------------------------------ | ------------------------- | ------------------ |
| 1 | Буратино        | «Чужие губы» (Руки Вверх)                              | Остался в шоу             | ―                  |
| 2 | Дюймовочка      | «Caruso» (Лучо Далла)                                  | Жюри не угадало участника | Анита Цой          |
| 3 | Незнайка        | «Arcade» (Дункан Лоуренс)                              | Остался в шоу             | ―                  |
|   |                 |                                                        |                           |                    |
| 4 | Красная Шапочка | «Это была любовь» (Дима Билан)                         | Выбыл из шоу              | Зара               |
| 5 | Леший           | «Благодарю тебя» (Муслим Магомаев)                     | Остался в шоу             | ―                  |
| 6 | Мэри Поппинс    | «Oops!… I did it again» (Бритни Спирс)                 | Остался в шоу             | ―                  |
|   |                 |                                                        |                           |                    |
| 7 | Джинн           | «Любовь-река» (А’Студио)                               | Остался в шоу             | ―                  |
| 8 | Русалочка       | «Дельфин и русалка» (Игорь Николаев и Наташа Королёва) | Выбыл из шоу              | Елена Воробей      |
| 9 | Кощей           | «Федерико Феллини» (Galibri & Mavik)                   | Остался в шоу             | ―                  |

 Верное предположение жюри Неверное предположение жюри Дебют нового аватара

### Пятый выпуск
| № | Персонаж     | Песня                                                                               | Результат                 | Предположения жюри |
| - | ------------ | ----------------------------------------------------------------------------------- | ------------------------- | ------------------ |
| 1 | Кощей        | «Голос высокой травы» (Леонид Агутин)                                               | Выбыл из шоу              | Доминик Джокер     |
| 2 | Леший        | «Ave Maria» (Лучано Паваротти)                                                      | Остался в шоу             | ―                  |
| 3 | Незнайка     | «Девчонки полюбили не меня» (Леприконсы)                                            | Остался в шоу             | ―                  |
|   |              |                                                                                     |                           |                    |
| 4 | Буратино     | «Show Me The Meaning» (Backstreet Boys)                                             | Остался в шоу             | ―                  |
| 5 | Дюймовочка   | «Ты бросил меня» (Стрелки)                                                          | Жюри не угадало участника | Екатерина Скулкина |
| 6 | Маугли       | «La donna è mobile» (ария герцога Мантуанского из оперы Джузеппе Верди «Риголетто») | Остался в шоу             | ―                  |
|   |              |                                                                                     |                           |                    |
| 7 | Мэри Поппинс | «Вою на Луну» (Нюша)                                                                | Выбыл из шоу              | Люся Чеботина      |
| 8 | Джинн        | «Баллада Атоса» (из к/ф «Д’Артаньян и три мушкетёра»)                               | Остался в шоу             | ―                  |
| 9 | Мальвина     | «Рокки» (Zivert)                                                                    | Остался в шоу             | ―                  |

 Верное предположение жюри Неверное предположение жюри Дебют нового аватара

### Шестой выпуск
Приглашённый член жюри: Маша Распутина, заменившая Аиду Гарифуллину
| № | Персонаж         | Песня                             | Результат                 | Предположения жюри  |
| - | ---------------- | --------------------------------- | ------------------------- | ------------------- |
| 1 | Маугли           | «Зимняя вишня» (Анжелика Варум)   | Остался в шоу             | ―                   |
| 2 | Мальвина         | «Roar» (Кэти Перри)               | Остался в шоу             | ―                   |
| 3 | Леший            | «Сказочная тайга» (Агата Кристи)  | Жюри не угадало участника | Стас Костюшкин      |
|   |                  |                                   |                           |                     |
| 4 | Незнайка         | «Выше головы» (Полина Гагарина)   | Остался в шоу             | ―                   |
| 5 | Дюймовочка       | «Долетай» (Катя Лель)             | Жюри не угадало участника | Настасья Самбурская |
| 6 | Буратино         | «La camisa negra» (Хуанес)        | Остался в шоу             | ―                   |
|   |                  |                                   |                           |                     |
| 7 | Джинн            | «Прощай» (Лев Лещенко)            | Жюри не угадало участника | Денис Клявер        |
| 8 | Снежная Королева | «Угонщица» (Ирина Аллегрова)      | Остался в шоу             | ―                   |
| 9 | Чиполлино        | «Половина сердца» (Леонид Агутин) | Остался в шоу             | ―                   |

 Верное предположение жюри Неверное предположение жюри Дебют нового аватара

### Седьмой выпуск — первый полуфинал
Приглашённый член жюри: Лариса Долина, заменившая Аиду Гарифуллину
| № | Персонаж         | Песня                                        | Результат                 | Предположения жюри |
| - | ---------------- | -------------------------------------------- | ------------------------- | ------------------ |
| 1 | Буратино         | «Батарейка» (Жуки)                           | Остался в шоу             | ―                  |
| 2 | Мальвина         | «Феникс» (Анна Asti)                         | Остался в шоу             | ―                  |
| 3 | Незнайка         | «Я тебя люблю» (Николай Носков)              | Жюри не угадало участника | Артём Качер        |
|   |                  |                                              |                           |                    |
| 4 | Маугли           | «Livin’ in a World Without You» (The Rasmus) | Жюри не угадало участника | Ваня Дмитриенко    |
| 5 | Дюймовочка       | «Puttin’ On the Ritz» (Taco)                 | Остался в шоу             | ―                  |
| 6 | Чиполлино        | «Мадонна» (Александр Серов)                  | Остался в шоу             | ―                  |
|   |                  |                                              |                           |                    |
| 7 | Джинн            | «Fastlove» (Джордж Майкл)                    | Остался в шоу             | ―                  |
| 8 | Снежная Королева | «На Титанике» (Лолита)                       | Остался в шоу             | ―                  |
| 9 | Леший            | «Change the World» (Эрик Клэптон)            | Выбыл из шоу              | Алексей Чумаков    |

 Верное предположение жюри Неверное предположение жюри

### Восьмой выпуск — второй полуфинал
Приглашённый член жюри: Ирина Понаровская, заменившая Аиду Гарифуллину
| № | Персонаж         | Песня                                 | Результат                 | Предположения жюри  |
| - | ---------------- | ------------------------------------- | ------------------------- | ------------------- |
| 1 | Алиса            | «Мадам Брошкина» (Алла Пугачёва)      | Жюри не угадало участника | Слава               |
| 2 | Мальвина         | «Ain’t No Sunshine» (Билл Уизерс)     | Остался в шоу             | ―                   |
| 3 | Маугли           | «Беги по небу» (Максим Фадеев)        | Остался в шоу             | ―                   |
|   |                  |                                       |                           |                     |
| 4 | Джинн            | «Sexy and I Know It» (LMFAO)          | Выбыл из шоу              | Богдан Титомир      |
| 5 | Буратино         | «Зеркала» (Григорий Лепс и Ани Лорак) | Остался в шоу             | ―                   |
| 6 | Дюймовочка       | «Jamaica» (Робертино Лорети)          | Остался в шоу             | ―                   |
|   |                  |                                       |                           |                     |
| 7 | Чиполлино        | «Кабриолет» (Любовь Успенская)        | Остался в шоу             | ―                   |
| 8 | Незнайка         | «Con Te Partiro» (Андреа Бочелли)     | Выбыл из шоу              | Ярослав Сумишевский |
| 9 | Снежная Королева | «Ты упал с Луны» (Маша Распутина)     | Остался в шоу             | ―                   |

 Верное предположение жюри Неверное предположение жюри Дебют нового аватара

### Девятый выпуск — финал
Приглашённый член жюри: Надежда Бабкина, заменившая Аиду Гарифуллину. В финале шоу после каждого выступления жюри выдвигало версии, кто скрывается за аватарами. В случае, если никто не угадал участника, аватар всё равно раскрывал свою личность. Также в финале было соревнование жюри: кто больше отгадает участников, тот победил. Победу одержали Надежда Бабкина, Марк Тишман и Ида Галич, отгадавшие 4 участников из 7. Проиграли Сергей Лазарев с Тимуром Батрудиновым.
| № | Персонаж         | Песня                                    | Предположения жюри | Предположения жюри | Предположения жюри | Предположения жюри | Предположения жюри | Личность           |
| № | Персонаж         | Песня                                    | Марк Тишман        | Надежда Бабкина    | Сергей Лазарев     | Ида Галич          | Тимур Батрутдинов  | Личность           |
| - | ---------------- | ---------------------------------------- | ------------------ | ------------------ | ------------------ | ------------------ | ------------------ | ------------------ |
| 1 | Алиса            | «Курю» (Елена Ваенга)                    | Анита Цой          | Анита Цой          | Вика Цыганова      | Анита Цой          | Анита Цой          | Глюк’оZа           |
| 2 | Чиполлино        | «Love Me Again» (Джон Ньюмен)            | Брендон Стоун      | Брендон Стоун      | Юрий Аскаров       | Брендон Стоун      | Ефим Шифрин        | Брендон Стоун      |
| 3 | Мальвина         | «If I Were a Boy» (Бейонсе)              | Теона Дольникова   | Анастасия Макеева  | Mia Boyka          | Юлия Паршута       | Регина Тодоренко   | Светлана Светикова |
| 4 | Маугли           | «Как быть?» (Александр Серов)            | Станислав Ярушин   | Станислав Ярушин   | Хабиб              | Станислав Ярушин   | Станислав Ярушин   | Станислав Ярушин   |
| 5 | Снежная Королева | «Звенит январская вьюга» (Нина Бродская) | Валерия            | Валерия            | Азиза              | Валерия            | Валерия            | Анна Семенович     |
| 6 | Буратино         | «Beggin» (Madcon)                        | Хабиб              | Хабиб              | Хабиб              | Хабиб              | Хабиб              | Хабиб              |
| 7 | Дюймовочка       | «Снег» (Николай Носков)                  | Ая                 | Ая                 | Ая                 | Ая                 | Ая                 | Ая                 |

 Верное предположение жюри Неверное предположение жюри

## Второй сезон
Второй сезон шоу стартовал 5 ноября 2023 года. Произошло одно изменение в составе жюри: место Аиды Гарифуллиной заняла Ирина Понаровская.

### Участники
| Персонаж            | Знаменитость      | Профессия   | Выпуски | Выпуски | Выпуски | Выпуски | Выпуски | Выпуски | Выпуски | Выпуски | Выпуски |
| Персонаж            | Знаменитость      | Профессия   | 1       | 2       | 3       | 4       | 5       | 6       | 7       | 8       | 9       |
| ------------------- | ----------------- | ----------- | ------- | ------- | ------- | ------- | ------- | ------- | ------- | ------- | ------- |
| Лиса                | Регина Тодоренко  | телеведущая |         |         |         |         |         |         |         |         |         |
| Змей Горыныч        | Арсений Бородин   | певец       |         |         |         |         |         |         |         |         |         |
| Алёнушка            | MONA              | певица      |         |         |         |         |         |         |         |         |         |
| Садко               | Кирилл Туриченко  | певец       |         |         |         |         |         |         |         |         |         |
| Василиса Прекрасная | Валерия Ланская   | актриса     |         |         |         |         |         |         |         |         |         |
| Соловей-Разбойник   | Родион Газманов   | певец       |         |         |         |         |         |         |         |         |         |
| Муха-Цокотуха       | Лариса Долина     | певица      |         |         |         |         |         |         |         |         |         |
| Огненная Ворожея    | Валерия           | певица      |         |         |         |         |         |         |         |         |         |
| Артемон             | Митя Фомин        | певец       |         |         |         |         |         |         |         |         |         |
| Железный Дровосек   | Роман Костомаров  | фигурист    |         |         |         |         |         |         |         |         |         |
| Трубадур            | Алексей Глызин    | певец       |         |         |         |         |         |         |         |         |         |
| Золушка             | Надежда Ангарская | актриса     |         |         |         |         |         |         |         |         |         |

 Остался в шоу  Аватар попал в номинацию, но жюри не угадали аватара и он продолжил своё участие  Аватара угадали жюри, и он покинул шоу Аватар попал в номинацию, но жюри угадали одного из других аватаров и он продолжил своё участие Аватар не выступал в выпуске Первое место Второе место Третье место Четвёртое место Пятое место Аватар заработал приз зрительских симпатий

### Первый выпуск
| №  | Персонаж            | Песня                                                               | Результат                 | Предположения жюри  |
| -- | ------------------- | ------------------------------------------------------------------- | ------------------------- | ------------------- |
| 1  | Василиса Прекрасная | «Какао» (Унесённые ветром)                                          | Остался в шоу             | ―                   |
| 2  | Железный Дровосек   | «Чак Норрис» (Galibri & Mavik)                                      | Жюри не угадало участника | Сергей Глушко       |
| 3  | Огненная Ворожея    | «On the Floor» (Дженнифер Лопес и Pitbull)                          | Остался в шоу             | ―                   |
| 4  | Соловей-Разбойник   | «До свиданья, мама» (Моральный кодекс)                              | Остался в шоу             | ―                   |
|    |                     |                                                                     |                           |                     |
| 5  | Лиса                | «Gopher mambo» (Има Сумак)                                          | Жюри не угадало участника | Настасья Самбурская |
| 6  | Артемон             | «Стеснение пропало» (Филипп Киркоров)                               | Остался в шоу             | ―                   |
| 7  | Алёнушка            | «Left Outside Alone» (Анастейша)                                    | Остался в шоу             | ―                   |
| 8  | Садко               | «В море ветер, в море буря…» (из м/ф «В синем море, в белой пене…») | Остался в шоу             | ―                   |
|    |                     |                                                                     |                           |                     |
| 9  | Муха-Цокотуха       | «Du hast» (Rammstein)                                               | Остался в шоу             | ―                   |
| 10 | Трубадур            | «Звёзды континентов» (из м/ф «По следам Бременских музыкантов»)     | Жюри не угадало участника | Сергей Бурунов      |
| 11 | Золушка             | «Экспонат» (Ленинград)                                              | Остался в шоу             | ―                   |
| 12 | Змей Горыныч        | «Adagio» (Лара Фабиан)                                              | Остался в шоу             | ―                   |

 Верное предположение жюри Неверное предположение жюри

### Второй выпуск
| №  | Персонаж            | Песня                                                                                               | Результат                 | Предположения жюри |
| -- | ------------------- | --------------------------------------------------------------------------------------------------- | ------------------------- | ------------------ |
| 1  | Трубадур            | «Livin’ la Vida Loca» (Рики Мартин)                                                                 | Остался в шоу             | —                  |
| 2  | Муха-Цокотуха       | «Девочка, танцуй» (Artik & Asti)                                                                    | Остался в шоу             | —                  |
| 3  | Змей Горыныч        | «Огонь и вода» (Филипп Киркоров)                                                                    | Жюри не угадало участника | Виталий Гогунский  |
| 4  | Огненная Ворожея    | «Соловей» (Александр Алябьев)                                                                       | Остался в шоу             | —                  |
|    |                     | |                           |                    |
| 5  | Золушка             | «Город влюблённых людей» (Анна Герман)                                                              | Выбыл из шоу              | Надежда Ангарская  |
| 6  | Соловей-Разбойник   | «Da Ya Think I’m Sexy?» (Род Стюарт)                                                                | Остался в шоу             | —                  |
| 7  | Василиса Прекрасная | «Белый снег» (Владимир Пресняков)                                                                   | Остался в шоу             | —                  |
| 8  | Артемон             | «Чёртово колесо» (Муслим Магомаев)                                                                  | Остался в шоу             | —                  |
|    |                     | |                           |                    |
| 9  | Железный Дровосек   | «Зацепила» (Артур Пирожков)                                                                         | Остался в шоу             | —                  |
| 10 | Алёнушка            | «Выше» (Нюша)                                                                                       | Жюри не угадало участника | Mia Boyka          |
| 11 | Садко               | «It’s Man’s Man’s Man’s World» (Джеймс Браун)                                                       | Остался в шоу             | —                  |
| 12 | Лиса                | Попурри: «Стоят девчонки» (Мария Пахоменко) / «Rock This Party (Everybody Dance Now)» (Боб Синклер) | Остался в шоу             | —                  |

 Верное предположение жюри Неверное предположение жюри

### Третий выпуск
| №  | Персонаж            | Песня                                                | Результат                           | Предположения жюри |
| -- | ------------------- | ---------------------------------------------------- | ----------------------------------- | ------------------ |
| 1  | Трубадур            | «Go Down Moses» (Луи Армстронг)                      | Выбыл из шоу                        | Алексей Глызин     |
| 2  | Муха-Цокотуха       | «Если тебе будет грустно» (Rauf & Faik & Niletto)    | Остался в шоу                       | —                  |
| 3  | Змей Горыныч        | «Реви» (Иванушки International)                      | Остался в шоу                       | —                  |
| 4  | Артемон             | «Enjoy The Silence» (Depeche Mode)                   | Остался в шоу                       | —                  |
|    |                     |                                                      |                                     |                    |
| 5  | Лиса                | «Вкус малины» (Сергей Лазарев)                       | Остался в шоу                       | —                  |
| 6  | Железный Дровосек   | «Розовое вино» (Элджей & Feduk)                      | Остался в шоу                       | —                  |
| 7  | Алёнушка            | «Беги от меня» (Гости из будущего)                   | Жюри не угадало участника           | Нюша               |
| 8  | Садко               | «Маруся» (из х/ф «Иван Васильевич меняет профессию») | Остался в шоу                       | —                  |
|    |                     |                                                      |                                     |                    |
| 9  | Василиса Прекрасная | «Life» (Zivert)                                      | Остался в шоу                       | —                  |
| 10 | Соловей-Разбойник   | «Creep» (Radiohead)                                  | Попал в номинацию, но остался в шоу | —                  |
| 11 | Огненная Ворожея    | «Отпустите меня в Гималаи» (Маша Распутина)          | Остался в шоу                       | —                  |

 Верное предположение жюри Неверное предположение жюри

### Четвёртый выпуск
| №  | Персонаж            | Песня                                   | Результат                           | Предположения жюри |
| -- | ------------------- | --------------------------------------- | ----------------------------------- | ------------------ |
| 1  | Артемон             | «Ты не верь слезам» (Шура)              | Остался в шоу                       | —                  |
| 2  | Огненная Ворожея    | «Hit the road, Jack» (Рей Чарльз)       | Остался в шоу                       | —                  |
| 3  | Железный Дровосек   | «Город, которого нет» (Игорь Корнелюк)  | Выбыл из шоу                        | Роман Костомаров   |
| 4  | Лиса                | «Whenever, Wherever» (Шакира)           | Остался в шоу                       | —                  |
|    |                     |                                         |                                     |                    |
| 5  | Василиса Прекрасная | «Мужичок с гармошкой» (Наташа Королёва) | Остался в шоу                       | —                  |
| 6  | Садко               | «Face à la mer» (Каложеро и Пасси)      | Остался в шоу                       | —                  |
| 7  | Муха-Цокотуха       | «Лети пёрышко» (Ирина Леонова)          | Попал в номинацию, но остался в шоу | —                  |
|    |                     |                                         |                                     |                    |
| 8  | Соловей-Разбойник   | «Хобби» (Филипп Киркоров и Анна Асти)   | Попал в номинацию, но остался в шоу | —                  |
| 9  | Алёнушка            | «Physical» (Дуа Липа)                   | Остался в шоу                       | —                  |
| 10 | Змей Горыныч        | «Прыгну со скалы» (Король и Шут)        | Остался в шоу                       | —                  |

 Верное предположение жюри Неверное предположение жюри

### Пятый выпуск
| № | Персонаж            | Песня                                                                                    | Результат                           | Предположения жюри |
| - | ------------------- | ---------------------------------------------------------------------------------------- | ----------------------------------- | ------------------ |
| 1 | Муха-Цокотуха       | «I Can’t Dance» (Genesis)                                                                | Остался в шоу                       | —                  |
| 2 | Соловей-Разбойник   | «Ума Турман» (Uma2rman)                                                                  | Попал в номинацию, но остался в шоу | —                  |
| 3 | Алёнушка            | «New York, New York» (Фрэнк Синатра)                                                     | Остался в шоу                       | —                  |
|   |                     |                                                                                          |                                     |                    |
| 4 | Василиса Прекрасная | «Can’t Get You Out of My Head» (Кайли Миноуг)                                            | Жюри не угадало участника           | Алиса Мон          |
| 5 | Змей Горыныч        | «Крошка моя» (Руки Вверх)                                                                | Остался в шоу                       | —                  |
| 6 | Лиса                | «Пропадаю я» (Любовь Успенская)                                                          | Остался в шоу                       | —                  |
|   |                     |                                                                                          |                                     |                    |
| 7 | Артемон             | «Знак водолея» (Винтаж)                                                                  | Выбыл из шоу                        | Митя Фомин         |
| 8 | Огненная Ворожея    | Попурри: «Tutti Frutti» (Литл Ричард) / «Частушки Бабок-Ёжек» (из м/ф «Летучий корабль») | Остался в шоу                       | —                  |
| 9 | Садко               | «Нас не догонят» (Тату)                                                                  | Остался в шоу                       | —                  |

 Верное предположение жюри Неверное предположение жюри

### Шестой выпуск
| № | Персонаж            | Песня                                                 | Результат                           | Предположения жюри |
| - | ------------------- | ----------------------------------------------------- | ----------------------------------- | ------------------ |
| 1 | Василиса Прекрасная | «Карнавал» (Филипп Киркоров)                          | Остался в шоу                       | —                  |
| 2 | Муха-Цокотуха       | «Кошка» (Максим Фадеев)                               | Попал в номинацию, но остался в шоу | —                  |
| 3 | Соловей-Разбойник   | «Smooth» (Сантана и Роб Томас)                        | Остался в шоу                       | —                  |
|   |                     |                                                       |                                     |                    |
| 4 | Змей Горыныч        | «Нежность» (Майя Кристалинская)                       | Остался в шоу                       | —                  |
| 5 | Алёнушка            | «Порушка-Параня» (народная песня)                     | Жюри не угадало участника           | Анет Сай           |
| 6 | Лиса                | «Зимний сон» (Алсу)                                   | Остался в шоу                       | —                  |
|   |                     |                                                       |                                     |                    |
| 7 | Огненная Ворожея    | «Я тебя не прощу никогда» (Полина Гагарина)           | Выбыл из шоу                        | Валерия            |
| 8 | Садко               | «Largo al factotum» (из оперы «Севильский цирюльник») | Остался в шоу                       | —                  |

 Верное предположение жюри Неверное предположение жюри

### Седьмой выпуск — первый полуфинал
| № | Персонаж            | Песня                                        | Результат                           | Предположения жюри |
| - | ------------------- | -------------------------------------------- | ----------------------------------- | ------------------ |
| 1 | Змей Горыныч        | «What Is Love?» (Haddaway)                   | Остался в шоу                       | —                  |
| 2 | Василиса Прекрасная | «И кто его знает» (Лидия Русланова)          | Жюри не угадало участника           | Аида Гарифуллина   |
| 3 | Садко               | «Сестричка» (Максим Фадеев)                  | Остался в шоу                       | —                  |
|   |                     |                                              |                                     |                    |
| 4 | Муха-Цокотуха       | «Gangsta’s Paradise» (Кулио)                 | Выбыл из шоу                        | Лариса Долина      |
| 5 | Алёнушка            | «Городок» (Анжелика Варум)                   | Остался в шоу                       | —                  |
|   |                     |                                              |                                     |                    |
| 6 | Соловей-Разбойник   | «На меньшее я не согласен» (Николай Носков)  | Попал в номинацию, но остался в шоу | —                  |
| 7 | Лиса                | «Single Ladies (Put a Ring on It)» (Бейонсе) | Остался в шоу                       | —                  |

 Верное предположение жюри Неверное предположение жюри

### Восьмой выпуск — второй полуфинал
| № | Персонаж            | Песня                                      | Результат                           | Предположения жюри |
| - | ------------------- | ------------------------------------------ | ----------------------------------- | ------------------ |
| 1 | Змей Горыныч        | «Зачем придумали любовь?» (Сергей Лазарев) | Попал в номинацию, но остался в шоу | —                  |
| 2 | Алёнушка            | «Alive» (Сиа)                              | Остался в шоу                       | —                  |
|   |                     |                                            |                                     |                    |
| 3 | Василиса Прекрасная | «Только с тобой» (А’Студио)                | Остался в шоу                       | —                  |
| 4 | Садко               | «Luna Tu» (Алессандро Сафина)              | Попал в номинацию, но остался в шоу | —                  |
|   |                     |                                            |                                     |                    |
| 5 | Соловей-Разбойник   | «Try» (Пинк)                               | Выбыл из шоу                        | Родион Газманов    |
| 6 | Лиса                | «Ветер с моря дул» (Натали)                | Остался в шоу                       | —                  |

 Верное предположение жюри Неверное предположение жюри

### Девятый выпуск — финал
| №           | Персонаж                 | Песня                                                    | Результат                   | Предположения жюри |
| ----------- | ------------------------ | -------------------------------------------------------- | --------------------------- | ------------------ |
|             | Все члены жюри и ведущий | «Песенка о снежинке» (Ольга Рождественская)              | Выступление жюри и ведущего | —                  |
| Первый этап |                          |                                                          |                             |                    |
| 1           | Садко                    | «Smooth Criminal» (Майкл Джексон)                        | Жюри не угадало участника   | Николай Басков     |
| 2           | Лиса                     | «Я буду всегда с тобой» (Леонид Агутин и Анжелика Варум) | Жюри не угадало участника   | Мария Кравченко    |
| 3           | Василиса Прекрасная      | «Hot N Cold» (Кэти Перри)                                | Жюри не угадало участника   | Натали             |
| 4           | Змей Горыныч             | «Ты не целуй» (Полина Гагарина)                          | Жюри не угадало участника   | SHAMAN             |
| 5           | Алёнушка                 | «Feeling Good» (Нина Симон)                              | Жюри не угадало участника   | Асия               |
|             |                          |                                                          |                             |                    |
|             | Роман Костомаров         | «Город, которого нет» (Игорь Корнелюк)                   | Приз зрительских симпатий   | —                  |
| Второй этап |                          |                                                          |                             |                    |
| 1           | Алёнушка                 | «Полетели» (Филипп Киркоров)                             | Третье место                | MONA               |
| 2           | Змей Горыныч             | «I Was Made For Loving You» (Kiss)                       | Второе место                | Арсений Бородин    |
| 3           | Василиса Прекрасная      | «Синий туман» (Вячеслав Добрынин)                        | Пятое место                 | Валерия Ланская    |
| 4           | Лиса                     | «So What» (Пинк)                                         | Первое место                | Регина Тодоренко   |
| 5           | Садко                    | «Снег в океане» (Сергей Лазарев)                         | Четвёртое место             | Кирилл Туриченко   |

 Верное предположение жюри Неверное предположение жюри

## Третий сезон
Третий сезон шоу стартовал 3 ноября 2024 года. Произошло изменение в составе жюри: место Ирины Понаровской заняла телеведущая Лера Кудрявцева, а место Иды Галич заняла певица Мари Краймбрери.

### Участники
| Персонаж           | Знаменитость     | Профессия       | Выпуски | Выпуски | Выпуски | Выпуски | Выпуски | Выпуски | Выпуски | Выпуски | Выпуски |
| Персонаж           | Знаменитость     | Профессия       | 1       | 2       | 3       | 4       | 5       | 6       | 7       | 8       | 9       |
| ------------------ | ---------------- | --------------- | ------- | ------- | ------- | ------- | ------- | ------- | ------- | ------- | ------- |
| Страшила           | IVAN             | певец           |         |         |         |         |         |         |         |         |         |
| Жар-Птица          | Диана Анкудинова | певица          |         |         |         |         |         |         |         |         |         |
| Серый Волк         | Стас Костюшкин   | певец           |         |         |         |         |         |         |         |         |         |
| Медуза Горгона     | Мария Зайцева    | певица          |         |         |         |         |         |         |         |         |         |
| Домовёнок          | Зураб Матуа      | юморист         |         |         |         |         |         |         |         |         |         |
| Шамаханская Царица | Наташа Королёва  | певица          |         |         |         |         |         |         |         |         |         |
| Перун              | Влад Сташевский  | певец           |         |         |         |         |         |         |         |         |         |
| Дриада             | Лена Катина      | певица          |         |         |         |         |         |         |         |         |         |
| Царевна-Лягушка    | Ольга Зарубина   | певица          |         |         |         |         |         |         |         |         |         |
| Сирена             | Дарья Блохина    | актриса дубляжа |         |         |         |         |         |         |         |         |         |
| Карабас-Барабас    | Эльчин Азизов    | оперный певец   |         |         |         |         |         |         |         |         |         |
| Кошка Фараона      | Диана Гурцкая    | певица          |         |         |         |         |         |         |         |         |         |

 Остался в шоу  Аватар попал в номинацию, но жюри не угадали аватара и он продолжил своё участие  Аватара угадали жюри, и он покинул шоу Аватар попал в номинацию, но жюри угадали одного из других аватаров и он продолжил своё участие Аватар не выступал в выпуске Первое место Второе место Третье место Четвёртое место Пятое место

### Первый выпуск
| №  | Персонаж           | Песня                                                           | Результат                 | Предположения жюри |
| -- | ------------------ | --------------------------------------------------------------- | ------------------------- | ------------------ |
| 1  | Страшила           | «Солнцем опьянённый» (Муслим Магомаев)                          | Жюри не угадало участника | Юрий Титов         |
| 2  | Жар-Птица          | «Плывёт веночек» (Надежда Кадышева и ансамбль «Золотое кольцо») | Остался в шоу             | ―                  |
| 3  | Перун              | «Молния» (Дима Билан)                                           | Остался в шоу             | ―                  |
| 4  | Кошка Фараона      | «O mio babbino caro» (из оперы «Джанни Скикки»)                 | Остался в шоу             | ―                  |
|    |                    |                                                                 |                           |                    |
| 5  | Шамаханская Царица | «Валенки» (Лидия Русланова)                                     | Остался в шоу             | ―                  |
| 6  | Царевна-Лягушка    | «Просто подари» (Филипп Киркоров)                               | Остался в шоу             | ―                  |
| 7  | Серый Волк         | «Credo» (Zivert)                                                | Жюри не угадало участника | Кирилл Андреев     |
| 8  | Медуза Горгона     | «Love You Like a Love Song» (Selena Gomez & the Scene)          | Остался в шоу             | ―                  |
|    |                    |                                                                 |                           |                    |
| 9  | Домовёнок          | «Домовой» (Виктор Резников)                                     | Остался в шоу             | ―                  |
| 10 | Дриада             | «Твори добро» (Шура)                                            | Остался в шоу             | ―                  |
| 11 | Карабас-Барабас    | «Песня Карабаса» (из к/ф «Приключения Буратино»)                | Жюри не угадало участника | Тимур Родригез     |
| 12 | Сирена             | «Frozen» (Мадонна)                                              | Остался в шоу             | ―                  |

 Верное предположение жюри Неверное предположение жюри

### Второй выпуск
| №  | Персонаж           | Песня                                 | Результат                           | Предположения жюри |
| -- | ------------------ | ------------------------------------- | ----------------------------------- | ------------------ |
| 1  | Сирена             | «Мальчик-красавчик» (Ёлка)            | Остался в шоу                       | ―                  |
| 2  | Карабас-Барабас    | «Первый снег» (Моральный кодекс)      | Остался в шоу                       | ―                  |
| 3  | Медуза Горгона     | «Take Me to Church» (Хозиер)          | Остался в шоу                       | ―                  |
| 4  | Перун              | «Падают листья» (Александр Буйнов)    | Жюри не угадало участника           | Сергей Бурунов     |
|    |                    |                                       |                                     |                    |
| 5  | Кошка Фараона      | «Пикачу» (Mia Boyka и Егор Шип)       | Выбыл из шоу                        | Диана Гурцкая      |
| 6  | Дриада             | «Unchain My Heart» (Джо Кокер)        | Остался в шоу                       | ―                  |
| 7  | Царевна-Лягушка    | «Отшумели летние дожди» (Шура)        | Остался в шоу                       | ―                  |
| 8  | Серый Волк         | «Beggin» (Madcon)                     | Остался в шоу                       | ―                  |
|    |                    |                                       |                                     |                    |
| 9  | Шамаханская Царица | «Царица» (Анна Асти)                  | Попал в номинацию, но остался в шоу | ―                  |
| 10 | Домовёнок          | «Despacito» (Луис Фонси и Дэдди Янки) | Остался в шоу                       | ―                  |
| 11 | Жар-Птица          | «Sugar» (Maroon 5)                    | Остался в шоу                       | ―                  |
| 12 | Страшила           | «Ты неси меня река» (Любэ)            | Остался в шоу                       | ―                  |

 Верное предположение жюри Неверное предположение жюри

### Третий выпуск
Приглашённый член жюри: Люся Чеботина, заменившая Мари Краймбрери
| №  | Персонаж           | Песня                                            | Результат                 | Предположения жюри |
| -- | ------------------ | ------------------------------------------------ | ------------------------- | ------------------ |
| 1  | Серый Волк         | «Get Lucky» (Фаррел Уильямс и Daft Punk)         | Остался в шоу             | ―                  |
| 2  | Дриада             | «Гагарин» (Mia Boyka)                            | Остался в шоу             | ―                  |
| 3  | Жар-Птица          | «7 Rings» (Ариана Гранде)                        | Жюри не угадало участника | SHENA?             |
| 4  | Медуза Горгона     | «Танцы на стёклах» (Максим Фадеев)               | Остался в шоу             | ―                  |
|    |                    |                                                  |                           |                    |
| 5  | Страшила           | «Солдат любви» (А’Студио)                        | Остался в шоу             | ―                  |
| 6  | Царевна-Лягушка    | «Stumblin’ In» (Крис Норман, Сьюзи Кватро)       | Жюри не угадало участника | Натали             |
| 7  | Домовёнок          | «Летний дождь» (Леонид Агутин)                   | Остался в шоу             | ―                  |
| 8  | Сирена             | «Twist in My Sobriety» (Танита Тикарам)          | Остался в шоу             | ―                  |
|    |                    |                                                  |                           |                    |
| 9  | Карабас-Барабас    | «Poker Face» (Леди Гага)                         | Выбыл из шоу              | Эльчин Азизов      |
| 10 | Перун              | «Белая ночь» (Форум)                             | Остался в шоу             | ―                  |
| 11 | Шамаханская Царица | «Pedro» (Jaxomy, Agatino Romero, Rafaella Carra) | Остался в шоу             | ―                  |

 Верное предположение жюри Неверное предположение жюри

### Четвёртый выпуск
Приглашённый член жюри: Кирилл Туриченко, заменивший Мари Краймбрери и Леру Кудрявцеву
| №  | Персонаж           | Песня                                                           | Результат                           | Предположения жюри |
| -- | ------------------ | --------------------------------------------------------------- | ----------------------------------- | ------------------ |
| 1  | Царевна-Лягушка    | «Вьюга» (Григорий Лепс)                                         | Остался в шоу                       | ―                  |
| 2  | Серый Волк         | «Вою на Луну» (Нюша)                                            | Остался в шоу                       | ―                  |
| 3  | Сирена             | «Girl on Fire» (Алиша Киз)                                      | Выбыл из шоу                        | Дарья Блохина      |
| 4  | Перун              | «Чёрный ворон» (Hi-Fi)                                          | Остался в шоу                       | ―                  |
|    |                    |                                                                 |                                     |                    |
| 5  | Медуза Горгона     | «(I’ve Had) The Time of My Life» (Билл Медли и Дженнифер Уорнс) | Попал в номинацию, но остался в шоу | ―                  |
| 6  | Шамаханская Царица | «Тайга» (Елена Ваенга)                                          | Остался в шоу                       | ―                  |
| 7  | Домовёнок          | «Беловежская пуща» (Песняры)                                    | Остался в шоу                       | ―                  |
|    |                    |                                                                 |                                     |                    |
| 8  | Дриада             | «Босая» (2Маши)                                                 | Попал в номинацию, но остался в шоу | ―                  |
| 9  | Страшила           | «Skyfall» (Адель)                                               | Остался в шоу                       | ―                  |
| 10 | Жар-Птица          | «Снегири» (Иванушки International)                              | Остался в шоу                       | ―                  |

 Верное предположение жюри Неверное предположение жюри

### Пятый выпуск
| № | Персонаж           | Песня                          | Результат                           | Предположения жюри |
| - | ------------------ | ------------------------------ | ----------------------------------- | ------------------ |
| 1 | Жар-Птица          | «По барам» (Анна Асти)         | Остался в шоу                       | ―                  |
| 2 | Серый Волк         | «Daddy Cool» (Boney M.)        | Остался в шоу                       | ―                  |
| 3 | Шамаханская Царица | «Believe» (Шер)                | Попал в номинацию, но остался в шоу | ―                  |
|   |                    |                                |                                     |                    |
| 4 | Дриада             | «Птица» (Андрей Губин)         | Остался в шоу                       | ―                  |
| 5 | Перун              | «Забирай рай» (Ани Лорак)      | Попал в номинацию, но остался в шоу | ―                  |
| 6 | Медуза Горгона     | «Улетели навсегда» (Никита)    | Остался в шоу                       | ―                  |
|   |                    |                                |                                     |                    |
| 7 | Страшила           | «Сдавайся» (Сергей Лазарев)    | Остался в шоу                       | ―                  |
| 8 | Царевна-Лягушка    | «Подорожник-трава» (Алиса Мон) | Выбыл из шоу                        | Ольга Зарубина     |
| 9 | Домовёнок          | «Bones» (Imagine Dragons)      | Остался в шоу                       | ―                  |

 Верное предположение жюри Неверное предположение жюри

### Шестой выпуск
| № | Персонаж           | Песня                                                     | Результат                 | Предположения жюри |
| - | ------------------ | --------------------------------------------------------- | ------------------------- | ------------------ |
| 1 | Медуза Горгона     | «Rolling in the Deep» (Адель)                             | Остался в шоу             | ―                  |
| 2 | Перун              | «Дождь» (Батыр)                                           | Остался в шоу             | ―                  |
| 3 | Дриада             | «Feel It Still» (Portugal. The Man)                       | Выбыл из шоу              | Лена Катина        |
|   |                    |                                                           |                           |                    |
| 4 | Жар-Птица          | «Мир зелёного цвета» (Леонид Агутин)                      | Жюри не угадало участника | Юлия Савичева      |
| 5 | Домовёнок          | «Uptown Funk» (Марк Ронсон и Бруно Марс)                  | Остался в шоу             | ―                  |
| 6 | Страшила           | «SOS d’un terrien en détresse» (из рок оперы «Стармания») | Остался в шоу             | ―                  |
|   |                    |                                                           |                           |                    |
| 7 | Шамаханская Царица | «Я тебя не отдам» (Serebro)                               | Жюри не угадало участника | Lika Star          |
| 8 | Серый Волк         | «Ночь» (Андрей Губин)                                     | Остался в шоу             | ―                  |

 Верное предположение жюри Неверное предположение жюри

### Седьмой выпуск — первый полуфинал
Приглашённый член жюри: Кирилл Туриченко, заменивший Мари Краймбрери
| № | Персонаж           | Песня                                        | Результат                 | Предположения жюри |
| - | ------------------ | -------------------------------------------- | ------------------------- | ------------------ |
| 1 | Страшила           | «Я — заводной» (Валерий Леонтьев)            | Остался в шоу             | ―                  |
| 2 | Шамаханская Царица | «Яблоки на снегу» (Михаил Муромов)           | Остался в шоу             | ―                  |
| 3 | Серый Волк         | «Я буду руки твои целовать» (Николай Басков) | Жюри не угадало участника | Джиган             |
|   |                    |                                              |                           |                    |
| 4 | Перун              | «Таю» (Валерия)                              | Выбыл из шоу              | Влад Сташевский    |
| 5 | Медуза Горгона     | «Он тебя целует» (Руки Вверх!)               | Остался в шоу             | ―                  |
|   |                    |                                              |                           |                    |
| 6 | Жар-Птица          | «Set Fire to the Rain» (Адель)               | Остался в шоу             | ―                  |
| 7 | Домовёнок          | «Радовать» (Анатолий Днепров)                | Жюри не угадало участника | Алексей Воробьев   |

 Верное предположение жюри Неверное предположение жюри

### Восьмой выпуск — второй полуфинал
Приглашённый член жюри: Регина Тодоренко, заменившая Мари Краймбрери
| № | Персонаж           | Песня                                                | Результат                           | Предположения жюри |
| - | ------------------ | ---------------------------------------------------- | ----------------------------------- | ------------------ |
| 1 | Серый Волк         | «Roar» (Кэти Перри)                                  | Жюри не угадало участника           | Михаил Шуфутинский |
| 2 | Медуза Горгона     | «Ave Maria» (Мария Каллас)                           | Остался в шоу                       | ―                  |
|   |                    |                                                      |                                     |                    |
| 3 | Домовёнок          | «Рыба» (Ленинград)                                   | Остался в шоу                       | ―                  |
| 4 | Шамаханская Царица | «Ветер перемен» (из к/ф «Мэри Поппинс, до свидания») | Выбыл из шоу                        | Наташа Королёва    |
|   |                    |                                                      |                                     |                    |
| 5 | Страшила           | «Still Loving You» (The Scorpions)                   | Попал в номинацию, но остался в шоу | ―                  |
| 6 | Жар-Птица          | «Я стану твоим ангелом» (Марк Тишман)                | Остался в шоу                       | ―                  |

 Верное предположение жюри Неверное предположение жюри

### Девятый выпуск — финал
В финале третьего сезона победителями шоу «Аватар» становились те аватары, личности которых члены жюри не смогли угадать ни в первом этапе, ни во втором этапе — ими стали Страшила и Жар-птица. А вот третье, четвёртое и пятое места заняли аватары, личности которых угадал хотя бы один из пяти членов жюри.
| №           | Персонаж                 | Песня                                                                            | Результат                   | Предположения жюри | Предположения жюри         | Предположения жюри         | Предположения жюри          | Предположения жюри | Личность         |
| №           | Персонаж                 | Песня                                                                            | Результат                   | Марк Тишман        | Лера Кудрявцева            | Сергей Лазарев             | Мари Краймбрери             | Тимур Батрутдинов  | Личность         |
| ----------- | ------------------------ | -------------------------------------------------------------------------------- | --------------------------- | ------------------ | -------------------------- | -------------------------- | --------------------------- | ------------------ | ---------------- |
|             | Все члены жюри и ведущий | «Песенка о снежинке» (Ольга Рождественская)                                      | Выступление жюри и ведущего | ―                  | ―                          | ―                          | ―                           | ―                  | ―                |
| Первый этап |                          |                                                                                  |                             |                    |                            |                            |                             |                    |                  |
| 1           | Домовёнок                | «I Want to Break Free» (Queen)                                                   | Пятое место                 | Зураб Матуа        | Дмитрий Журавлёв           | Азамат Мусагалиев          | Айдар Гараев                | Айдар Гараев       | Зураб Матуа      |
| 2           | Серый Волк               | «Улетели листья» (Форум)                                                         | Жюри не угадало участника   | Александр Маршал   | XOLIDAYBOY                 | Сергей Приказчиков (Пицца) | Стас Пьеха                  | Влад Топалов       | ―                |
| 3           | Медуза Горгона           | «I’m Every Woman» (Чака Хан)                                                     | Четвёртое место             | Мария Зайцева      | Мария Зайцева              | Юлия Паршута               | Мария Зайцева               | Надежда Ангарская  | Мария Зайцева    |
| 4           | Страшила                 | «Ай-яй-яй» (Леонид Агутин и Томас Н’эвергрин)                                    | Жюри не угадало участника   | Андрей Баринов     | Владимир Пресняков-младший | Дима Билан                 | Тимур Родригез              | Дима Билан         | ―                |
| 5           | Жар-Птица                | «Taki Rari» (Има Сумак)                                                          | Жюри не угадало участника   | Асия               | Анастасия Стоцкая          | Аида Гарифуллина           | Мария Зайцева               | Аида Гарифуллина   | ―                |
| Второй этап |                          |                                                                                  |                             |                    |                            |                            |                             |                    |                  |
| 1           | Страшила                 | «Talking to the Moon» (Bruno Mars)                                               | Первое место                | Влад Соколовский   | Виктор Салтыков            | Виталий Гогунский          | Влад Топалов                | Влад Топалов       | IVAN             |
| 2           | Жар-Птица                | «Не отпускай» (Сергей Лазарев и Ани Лорак)                                       | Первое место                | ―                  | Алиса Мон                  | Анет Сай                   | Татьяна Ткачук (Моя Мишель) | Ани Лорак          | Диана Анкудинова |
| 3           | Серый Волк               | Попурри: «Что наша жизнь? Игра!» (из оперы «Пиковая дама») / «The Power» (Snap!) | Третье место                | Стас Костюшкин     | Риналь Мухаметов           | Кай Метов                  | Стас Костюшкин              | Богдан Титомир     | Стас Костюшкин   |

Четвёртый сезон
| Персонаж | Заменитость | Профессия |  |
| -------- | ----------- | --------- |  |
| тва      |             |           |  |
| тва      |             |           |  |
| тва      |             |           |  |
| тва      |             |           |  |
| тва      |             |           |  |
| тва      |             |           |  |
| тва      |             |           |  |
| тва      |             |           |  |
| тва      |             |           |  |
| ТВА      |             |           |  |
| ТВА      |             |           |  |
| ТВА      |             |           |  |

## Специальные выпуски

### Новогодняя Маска + Аватар (31 декабря 2022 года)
| №      | Персонаж | Персонаж          | Песня                                                    | Результат | Личность           |
| ------ | -------- | ----------------- | -------------------------------------------------------- | --------- | ------------------ |
| 1 (4)  | М.       | Метелица          | «Ты говоришь мне о любви» (Нина Бродская)                | Угадана   | Маша Распутина     |
| 2 (6)  | А.       | Эльф              | «Красавчик» (Валерий Сюткин)                             | Угадан    | Гоша Куценко       |
| 3 (9)  | М.       | Чёрный Кролик     | «Всё, что было» (Пётр Лещенко)                           | Угадан    | Владимир Пресняков |
| 4 (11) | А.       | Пьеро             | «Мой друг (лучше всех играет блюз)» (Машина Времени)     | Не угадан | Алексей Немов      |
| 5 (14) | М.       | Снежный Человек   | «Сюзанна» (Александр Серов)                              | Не угадан | Emin               |
| 6 (17) | А.       | Новогодняя Ёлочка | «Песенка о снежинке» (Ольга Рождественская)              | Угадана   | Надежда Бабкина    |
| 7 (23) | М.       | Северный Олень    | «Зима-холода» (Андрей Губин)                             | Угадана   | Татьяна Буланова   |
| 8 (27) | А.       | Дед Мороз         | «I Like to Move It» (Reel 2 Real feat. The Mad Stuntman) | Угадан    | Гарик Мартиросян   |

| №       | Персонаж                            | Песня                                                            | Личность                                         |
| ------- | ----------------------------------- | ---------------------------------------------------------------- | ------------------------------------------------ |
| 1       | Филипп Киркоров                     | «Новый год» (Филипп Киркоров)                                    | —                                                |
| 2       | Пёс, Чиполлино и Лошадь             | «Песенка про медведей» (Аида Ведищева)                           | Роман Костомаров, Брендон Стоун и Нонна Гришаева |
| 3       | Малыш и Осьминог                    | «А снег идёт» (Майя Кристалинская)                               | Руслан Алехно и Наталья Подольская               |
| 4 (5)   | Вячеслав Макаров и Красная Шапочка  | «Снилось мне» (Воскресение)                                      | Зара                                             |
| 5 (7)   | Анубис и Тимур Родригез             | «Black or White» (Майкл Джексон)                                 | Мария Зайцева                                    |
| 6 (8)   | Мухомор и Мальвина                  | «Льдинка» (Лариса Долина)                                        | Евгений Дятлов и Светлана Светикова              |
| 7 (10)  | Валерия и Дракон                    | «The Phantom of the Opera» (из мюзикла «Призрак Оперы»)          | Ильдар Абдразаков                                |
| 8 (12)  | Алексей Воробьёв и Тимур Батрудинов | «Холостяк» (Алексей Воробьёв)                                    | —                                                |
| 9 (13)  | Филипп Киркоров и Пчела             | «Barcelona» (Фредди Меркьюри и Монсеррат Кабалье)                | Алсу                                             |
| 10 (15) | Мэри Поппинс и Сергей Лазарев       | «Три белых коня» (Лариса Долина)                                 | Люся Чеботина                                    |
| 11 (16) | Лев, Крокодил и Дракон              | «Belle» (Вячеслав Петкун, Александр Маракулин и Антон Макарский) | Анатолий Цой, Jony и Ильдар Абдразаков           |
| 12 (18) | Пончик и Дюймовочка                 | «Новогодние игрушки» (Аркадий Хоралов)                           | Ирина Понаровская и Ая                           |
| 13 (19) | Филипп Киркоров и Сергей Лазарев    | «Happy New Year» (ABBA)                                          | —                                                |
| 14 (20) | Лама и Носорог                      | «Тост за друзей» (Кирилл Туриченко и Юсиф Эйвазов)               | Кирилл Туриченко и Юсиф Эйвазов                  |
| 15 (21) | Олень и Леший                       | «As» (Стиви Уандер)                                              | Лариса Долина и Алексей Чумаков                  |
| 16 (22) | Марк Тишман и Незнайка              | «Выпьем за любовь» (Игорь Николаев)                              | Ярослав Сумишевский                              |
| 17 (24) | Тимур Родригез и Регина Тодоренко   | «Pump It» (The Black Eyed Peas)                                  | —                                                |
| 18 (25) | Монстрик и Леопард                  | «Разговор со счастьем» (Валерий Золотухин)                       | Алексей Воробьёв и Мари Краймбрери               |
| 19 (26) | Буратино и Ида Галич                | «Синий иней» (Самоцветы)                                         | Хабиб                                            |
| 20 (28) | Валерия                             | «Потеряла сердце» (Валерия)                                      | —                                                |
| 21 (29) | Дракон                              | «Синяя вечность» (Муслим Магомаев)                               | Ильдар Абдразаков                                |

### Комментарии
1. ↑  Начиная с 6-го выпуска, Аиду Гарифуллину заменяли Маша Распутина, Лариса Долина, Ирина Понаровская и Надежда Бабкина.
2. ↑  В 4-м выпуске Леру Кудрявцеву заменил Кирилл Туриченко.
3. ↑  В 3-м выпуске Мари Краймбрери заменила Люся Чеботина, в 4-м и 7-м выпусках — Кирилл Туриченко, а в 8-м — Регина Тодоренко.
4. ↑  Был использован рок-кавер на песню созданной группы Exit Eden.
5. ↑  В качестве песни на бис исполнил песню Just an Illusion (Imagination).
6. ↑  В качестве песни на бис исполнил песню Creep (Radiohead).